# Cécile Manorohanta
Cécile Manorohanta   (segle XX) és una política malgaixe, actualment (2021) al govern de Madagascar com a viceprimera ministra de l'Interior. Anteriorment, va ser ministra de Defensa del 2007 al 2009.
Manorohanta va ser nomenada ministra de Defensa el 27 d'octubre de 2007 al govern del primer ministre Charles Rabemananjara. Va ser la primera dona ministra de defensa del seu país.
El 9 de febrer de 2009, Manorohanta va anunciar la seva dimissió, dient que "després de tot el que ha passat, decideixo a partir d'ara deixar de formar part d'aquest govern", fent referència al tiroteig del 7 de febrer, durant les protestes malgaixes de 2009, en què la policia va matar a trets almenys 50 manifestants. El cap de l'estat major Mamy Ranaivoniarivo va ser nomenat per substituir Manorohanta el mateix dia.
Sota el president de transició Andry Rajoelina, Manorohanta va ser reelegida al govern com a viceprimer ministre de l'Interior el 8 de setembre de 2009.
El 18 de desembre de 2009, Rajoelina va destituir el primer ministre Eugene Mangalaza, el nomenament del qual havia estat avalat per les faccions de l'oposició com a part d'un acord de repartiment del poder, i va declarar que nomenaria Manorohanta en el seu lloc. Tanmateix, el 20 de desembre de 2009 Rajoelina va nomenar Albert Camille Vital com a primer ministre.